# Annum
Annum proviene dal nome latino annus (anno), di cui è l'accusativo singolare nella seconda declinazione, maschile; è utilizzabile anche nelle forme annus (nominativo) e anni (genitivo).
L'annum, unità di tempo, è pari a 365,25 giorni (che è la lunghezza di un anno nel calendario giuliano) della durata di 86 400 secondi ciascuno, che rappresenta la durata del periodo di una rivoluzione della Terra intorno al Sole. Benché questa unità non sia universalmente accettata, come simbolo dell'anno, il NIST e l'ISO 31-1 suggeriscono il simbolo a (nel Sistema Internazionale, a è anche il simbolo dell'ara, unità di misura dell'area, anche se il contesto aiuta a distinguere le due occorrenze). In inglese è usata anche l'abbreviazione yr (da "year", appunto, "anno").
L'UCUM elimina le ambiguità dalla simbologia usando
- ar per le are (unità di misura), e:
- a = 1 anno aj (senza altre qualifiche)
  - at = a_t = 365,24219 d (dall'inglese days, "giorni") per rappresentare l'anno tropico
  - aj = a_j = 365,25 d (dall'inglese days, "giorni") per rappresentare l'anno giuliano
  - ag = a_g = 365,2425 d (dall'inglese days, "giorni") per rappresentare l'anno gregoriano

## Multipli secondo il Sistema internazionale
- per annum significa "all'anno";
- kiloannum, usualmente rappresentato con ka, è una unità di misura uguale a mille anni.
- megaannum, solitamente rappresentato con Ma, è una unità di tempo uguale a un milione (106) di anni. È comunemente usata nelle discipline scientifiche, come geologia, paleontologia e astronomia per esprimere periodi di tempo molto lunghi nel passato. Per esempio, "le specie di Tyrannosaurus rex erano presenti in gran numero 65 Ma (65 milioni di anni) fa" ("fa" può anche non essere menzionato; se la quantità è specificata mentre si sta esplicitamente discutendo di una durata, può essere sottinteso, rendendolo implicito; in inglese, "mya" (million years ago = milioni di anni fa) implicita il "fa"). Nelle applicazioni astronomiche, l'anno usato è quello giuliano, precisamente di 365,25 giorni. In geologia e paleontologia l'anno non è così preciso e varia a seconda degli autori.
- gigaannum, usualmente rappresentato con Ga, è una unità di tempo uguale a un miliardo (109) di anni (in lingua inglese "billion" sulla scala corta). È comunemente usato in discipline scientifiche come la cosmologia, per indicare periodi di tempo estremamente lunghi nel passato. Per esempio, "la formazione della Terra avvenne approssimativamente 4,57 Ga (4,57 miliardi di anni) fa".
- exaannum, usualmente rappresentato Ea, è una unità di tempo uguale a un miliardo di miliardi (1018) di anni (un trilione sulla scala lunga, in lingua inglese un "quintillion" sulla scala corta). È un'unità di tempo estremamente lunga. Il tempo di dimezzamento del tungsteno-180 è dato essere di 1,8 Ea. L'Ea rimane un'unità non molto utilizzata in cosmologia o nelle altre scienze, perché l'età dell'universo non è data essere più lunga di 13,7 Ga, ovvero 0,0000000137 Ea.

## Unità deprecate
- bya - Formalmente usata per Ga (fa)
- byr - Formalmente usata per Ga (sia passati sia futuri)
- mya - Formalmente usata per Ma (fa)
- myr - Formalmente usata per Ma (sia passati sia futuri)
- tya (alcune volte pronunciato kya) - Formalmente usato per ka (fa)
- kyr - Formalmente usata per ka (sia passati sia futuri)

Queste unità sono deprecate perché (con l'eccezione di kyr) non usano prefissi accettati nel Sistema internazionale di unità di misura e perché i suffissi -ya e -yr non sono unità del SI accettate per il tempo, in quanto ya potrebbe essere confuso con yoctoannum.